# Vlag van Noordbergum

Vlag van Noordbergum

De vlag van Noordbergum is de dorpsvlag van het Nederlandse dorp Noordbergum, in de Friese gemeente Tietjerksteradeel. De vlag werd in 1984 geregistreerd.
Bij gemeenteraadsbesluit van 22 november 1984 zijn een wapen en een vlag vastgesteld voor de 16 dorpen van de gemeente Tietjerksteradeel. Het ontwerp van de vlag is van de hand van Piet Bultsma.

## Beschrijving
De beschrijving van de vlag is als volgt:
Rood met een groene driehoek van de hijs tot het kruis, en daarin een gele eikel.
De kleuren zijn afkomstig van het dorpswapen.

## Symboliek
- Rood veld: staat voor de heide die hier vroeger aanwezig was.[2]
- Groene driehoek: verbeeldt de tegenwoordige cultuurgrond rond het dorp.[2]

Eikel: ontleend aan het wapen van de familie Ypey die het voortouw nam in de ontginning van de heide.